# بایگیلدینو
بایگیلدینو (انگلیسی: Baygildino) یک شهرک در شهرستان نوریمانوفسکی استان باشقیرستان کشور روسیه است.